# Monte Rinjani
O monte Rinjani (em língua sasak: gunong Rinjani) é um estratovulcão ativo situado no Regência de Lombok do Norte, na província de Nusa Tenggara Ocidental, Indonésia. Localizado na ilha de Lombok, atinge uma elevação de 3.726 metros (12.224 pés), sendo o segundo vulcão mais alto da Indonésia e o ponto mais alto da província de Nusa Tenggara Ocidental.
Adjacente ao vulcão encontra-se uma caldeira com cerca de 6 por 8,5 quilômetros (3,7 por 5,3 milhas), que abriga o lago da cratera Segara Anak — também conhecido como Anak Laut ("Filho do Mar") — nomeado por sua coloração azul intensa que lembra o oceano. O lago está situado a cerca de 2.000 metros (6.600 pés) acima do nível do mar e estima-se que tenha cerca de 200 metros (660 pés) de profundidade. A caldeira também apresenta várias fontes termais.
O Monte Rinjani e seu lago da cratera possuem grande importância espiritual para o povo indígena Sasak e para algumas comunidades, servindo como locais de cerimônias religiosas. Em abril de 2018, a UNESCO reconheceu a Caldeira do Monte Rinjani como parte da Rede Global de Geoparques. Notavelmente, a erupção do vulcão em 1257 é considerada um dos eventos vulcânicos mais poderosos dos últimos 2.000 anos.
É um vulcão que, após uma erupção em 2004, permaneceu dormente até 2009, quando sua atividade voltou a crescer. A erupção mais recente foi em 2016, e um programa de monitoramento permanece ativo.